# کیسه آب گرم

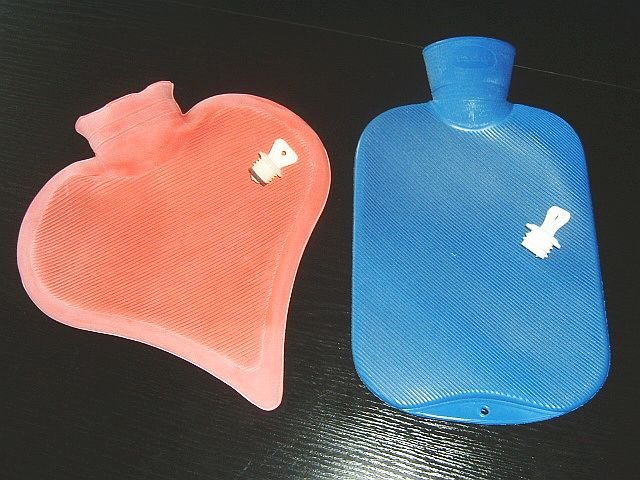
کیسه آب گرم

کیسه آب گرم محفظه‌ای است در دار که با آب گرم پر می‌شود و به عنوان یک منبع گرما برای گرم کردن قسمت‌های مختلف بدن استفاده می‌شود.

## تاریخچه
استفاده از کیسه آب گرم به ابتدای قرن شانزدهم میلادی می‌رسد.